# Riso di Baraggia Biellese e Vercellese

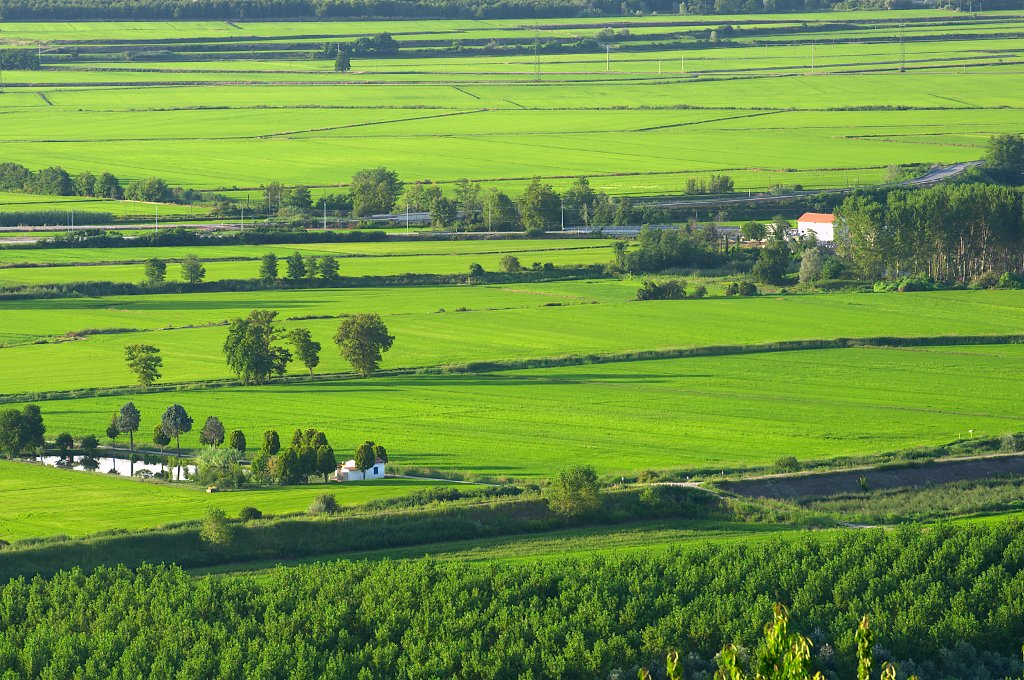
Risaie (in luglio) vicine a Vercelli

Il Riso di Baraggia Biellese e Vercellese designa, con esclusività, un prodotto risiero coltivato nelle province di Biella e di Vercelli, in Piemonte.
Nell'agosto 2007, a livello europeo, il Riso di Baraggia Biellese e Vercellese è stato riconosciuto il marchio denominazione di origine protetta (DOP). Caratterizzato da un'ottima capacità di assorbire i condimenti, rilasciando amido durante la cottura, per questo è consigliato nel cucinare la maggior parte dei risotti, che di conseguenza risulteranno cremosi e amalgamati.
A causa di multinazionali straniere operanti nel settore fotovoltaico alcuni terreni delle risaie sono a rischio esproprio per impiantare pannelli solari. 

## Varietà utilizzate e lavorazione
È ottenuto mediante l'elaborazione del riso grezzo o risone a riso « integrale », « raffinato » e « parboiled ». Le varietà del riso Baraggia, alle quali è stato assegnato il marchio DOP, sono le seguenti: Arborio, Baldo, Balilla, Carnaroli, S.Andrea, Loto e Gladio.

## Zona geografica
La zona di coltivazione, raccolta, elaborazione o trasformazione della denominazione d'origine
protetta “Riso di Baraggia Biellese e Vercellese” è situata nelle province di Biella e di Vercelli e comprende in particolare i territori dei seguenti comuni: Albano Vercellese, Arborio, Balocco, Brusnengo, Buronzo, Carisio, Casanova Elvo, Castelletto Cervo, Cavaglià, Collobiano, Dorzano, Formigliana, Gattinara, Ghislarengo, Gifflenga, Greggio, Lenta, Livorno Ferraris, Massazza, Masserano, Mottalciata, Oldenico, Rovasenda, Roasio, Salussola, San Giacomo Vercellese, Santhià, Tronzano, Villanova Biellese e Villarboit.